# Armstead M. Alexander
Armstead Milton Alexander (* 26. Mai 1834 bei Winchester, Kentucky; † 7. November 1892 in Paris, Missouri) war ein US-amerikanischer Politiker. Zwischen 1883 und 1885 vertrat er den Bundesstaat Missouri im US-Repräsentantenhaus.

## Werdegang
Als Kind kam Armstead Alexander mit seinen Eltern in das Monroe County in Missouri, wo sich die Familie in der Nähe der Ortschaft Paris niederließ. Dort besuchte er die öffentlichen Schulen und wurde als Grobschmied ausgebildet. Im Jahr 1849 folgte er dem  Goldrausch nach Kalifornien und schürfte nach Gold. Später kehrte er in den Osten zurück, wo er im Jahr 1853 das Bethany College im heutigen West Virginia besuchte. Danach kehrte er nach Paris zurück und war dort Geschäftsmann.
Während des Bürgerkrieges diente der Sklavenhalter Alexander als Soldat im Heer der Konföderation. Nach einem Jurastudium und seiner 1870 erfolgten Zulassung als Rechtsanwalt begann er in Paris in diesem Beruf zu arbeiten. Zwischen 1872 und 1876 war er Staatsanwalt im Monroe County. Alexander war Mitglied der Demokratischen Partei. Im Jahr 1875 nahm er als Delegierter an einer Versammlung zur Überarbeitung der Staatsverfassung von Missouri teil.
Bei den Kongresswahlen des Jahres 1882 wurde Alexander im zweiten Wahlbezirk von Missouri in das US-Repräsentantenhaus in Washington, D.C. gewählt, wo er am 4. März 1883 die Nachfolge von James Henry McLean antrat. Da er im Jahr 1884 von seiner Partei nicht mehr zur Wiederwahl nominiert wurde, konnte er bis zum 3. März 1885 nur eine Legislaturperiode im Kongress absolvieren. Nach seinem Ausscheiden aus dem US-Repräsentantenhaus praktizierte Armstead Alexander wieder als Anwalt. Er starb am 7. November 1892 in Paris, wo er im Friedhof von Walnut Grove beigesetzt wurde.